# (16150) Clinch
(16150) Clinch (1999 XZ227) – planetoida z grupy pasa głównego asteroid okrążająca Słońce w ciągu 4,27 lat w średniej odległości 2,63 j.a. Odkryta 9 grudnia 1999 roku.